# Diplostomida
Diplostomida zijn een orde van platwormen (Platyhelminthes). (zie Strigeidida)

## Taxonomie
De volgende taxa zijn bij de orde ingedeeld:
- Onderorde Diplostomata